# 文化干擾
文化干擾，又稱文化反堵，是一種反消費主義的社會運動，目的在於反抗主流媒體及其塑造的文化，並暴露商業文化可能存在的問題、重新塑造文化定義。常用手段為異軌。
“Culture jamming”一詞最早由美國“Negativland”樂隊的唐·喬伊斯（Don Joyce）在1984年提出，詞源是“radio jamming”（公共頻道被個人入侵）。但實際上在1950年代這個詞就已經出現了。

## 外部連接
- Culture Jamming page from the Center for Communication and Civic Engagement （页面存档备份，存于）